# Timer (informatica)
Timer, in informatica ed in particolare nell'ambito della programmazione, è un controllo che consente l'esecuzione di  processi a specifici intervalli di tempo. I processi (task) possono essere pianificati per essere eseguiti una sola volta o ad intervalli di tempo regolari.
Ad ogni timer corrisponde un solo task, che viene eseguito solitamente in background, per non interferire nell'interazione dell'utente con il programma. Per questo motivo i Timer tasks (processi avviati dal timer) dovrebbero essere completati velocemente e con un minimo dispendio di risorse.
I Timer sono da distinguere dai clock, generalmente riferiti a segnali periodici usati in elettronica.